# 정창현 (정치인)
정창현(鄭昌鉉, 1939년 4월 17일 ~ )은 대한민국의 정치인이다. 제14대 국회의원을 지냈다. 1981년 민주정의당 발기인으로 정계에 입문하였으며 오산시·화성군 지역에서 활동하였다.

## 학력
- 1950년 정남초등학교 졸업
- 1954년 수원북중학교 졸업
- 1957년 수원농림고등학교 졸업
- 1964년 서울대학교 농과대학 임학과 졸업
- 서울대학교 행정대학원 수료(31기)

## 경력
- 1992-96년 제14대 국회의원
- 1994-96년 신한국당 원내부총무/예산결산위원
- 대한민국헌정회 시·도지회장(경기)
- 국민의힘 경기도당 원로고문
- 2025년 5월 ~2025년 6월: 제21대 대통령 선거 국민의힘 김문수 대통령 후보 경기 선거대책위원회 상임고문

## 수상
- 1977년 새마을 훈장 근면장
- 1995년 십자대훈장 (교황 요한바오로2세)

## 역대 선거 결과
|  | 36.74% |

|  | 28.99% |

|  | 31.54% |